# Dusenia boryana
Dusenia boryana là một loài Rêu trong họ Leucodontaceae. Loài này được (Schimp. ex Besch.) Müll. Hal. mô tả khoa học đầu tiên năm 1917.